# Посольство Великобритании в Китае
Посольство Великобритании в Китайской Народной Республике (англ. Embassy of the United Kingdom in the People's Republic of China) — дипломатическая миссия Великобритании в Китайской Народной Республике (Китае), расположена в Пекине в районе Чаоян. Одно из крупнейших заграничных посольств Великобритании. Действующим послом Великобритании в Китае является Кэролайн Уилсон.

## История
Изначально британская дипломатическая миссия была основана 26 марта 1861 года и сэр Фредерик Брюс стал первым чрезвычайным посланником и полномочным министром в Китае, проживающим в Пекине. Учитывая неудачное место, британцы начали искать другое здание и в 1866 году дипломатические миссия была перемещена в новое помещение, где оставалась до 1959 года.
В 1959 году китайские власти потребовали от британцев освободить помещение, поскольку они хотели использовать его под Верховный народный суд КНР. В январе 1959 года британцы были проинформированы о том, что в центре Пекина запланирована реконструкция и что площадь, на которой расположена британская дипломатическая миссия, требуется для нужд строительства большого нового здания судебной исполнительной власти. Британцам было предложено выехать из своих помещений к 31 мая 1959 года. В обмен на освобождение старых помещений британцами в 1959 году китайские власти построили и предложили другое помещение под посольство в дипломатическом районе Пекина. В настоящее время посольство состоит из двух двухэтажных дома, огороженных стеной. Другая причина заключалась в том, что старое здание было символом подписания неравноправных договоров и «века унижений» для многих китайцев, поэтому переезд в новое здание помог сбросить этот исторический багаж.
Во время Культурной революции и гонконгских беспорядков хунвейбины штурмовали здание посольство Великобритании, разграбили его и сожгли 23 августа 1967 года.

## Другие представительства
За пределами Пекина есть также британские генеральные консульства в Гуанчжоу, Ухане, Чунцине и Шанхае. Существует также крупнейшее генеральное консульство Великобритании в Гонконге и Макао. Из-за особого статуса Гонконга генеральный консул Великобритании подчиняется непосредственно Китайскому департаменту министерству иностранных дел, а не послу Великобритании в Пекине.
Посольство также представляет британские заморские территории в Китае.